# Mouz
Mouz (stylisé MOUS), anciennement Mousesports, est un club de sport électronique basé à Berlin en Allemagne, créé en 2002.

## Histoire
Mousesports a été créé en 2002 à Berlin en Allemagne. Présente sur Counter-Strike, l'équipe participe au début qu'à des petits tournois locaux mais peu à peu elle devint l'une des meilleurs au niveau national. Pendant cette ascension, les mouz se tournent très vite vers le multigaming en lançant une équipe sur Warcraft III en 2003 puis sur Battlefield 1942 et Unreal Tournament en 2004.
En 2006, la structure lance avec d'autres équipes internationales de multigaming le G7 Team, un regroupement qui consiste à promouvoir l'esport ainsi qu'à le stabiliser en coopérant avec les organisateurs de tournois tout en donnant son avis sur les règles des compétitions.
En 2007, la section Counter-Strike fait peau neuve en remplaçant la quasi-totalité de son effectif,. Par la suite, un partenariat est signé avec Nihilum qui est à ce moment l'une des guildes de World of Warcraft les plus puissantes d'Europe avec en son sein Jonas "Johnny R.“ Bollack, l'un des fondateurs de Mousesports. Ensemble ils ont pour objectif de participer au World Series of Video Games (WSVG) en combat d'arène 3v3.

## Divisions actuelles

### Counter-Strike: Global Offensive[6]
En 2012, l'équipe Counter-Strike: Source annonce sa transition sur Counter-Strike: Global Offensive. La line-up britannique ne tiendra que quelques mois laissant place à de nouveaux joueurs majoritairement Allemands venant de la Team xXx.
Le 21 octobre 2013, l'équipe annonce avoir recruté les joueurs de l'équipe Party Daddlers, composée de Chris « ChrisJ » de Jong, Christian « crisby » Schmitt, Nikola « LEGIJA » Ninic, Tizian « tiziaN » Feldbusch et Tobias « Troubley » Tabbert. Le 3 décembre, Troubley est remplacé par Fatih « gob b » Dayik.
Jusqu'en 2017, l'équipe change régulièrement de joueurs et enchaîne les résultats moyens sans jamais entrer dans le top 8 d'un major. Cette année-là, Nikola ⁠« NiKo »⁠ Kovač, alors considéré comme l'un des meilleurs joueurs du monde et comme le joueur star de l'équipe, quitte Mousesports pour rejoindre FaZe Clan. Ce départ marque le retour en tant que titulaire de chrisJ, qui faisait toujours partie de l'équipe comme remplaçant. L'équipe recrute alors Robin « ropz » Kool, Miikka « suNny » Kemppi et Martin « STYKO » Styk.
À la fin de l'année 2019, l'équipe remporte trois tournois d'affilée, le CS:GO Asia Championships 2019, les ESL Pro League Season 10 - Finals et cs_summit 5. Pour le dernier tournoi de l'année, EPICENTER, ils s'inclinent en finale face à Vitality.
| Nat. | Pseudo   | Nom           | Rôle           | Date d'entrée   |
| ---- | -------- | ------------- | -------------- | --------------- |
|      | torzsi   | Ádám Torzsás  | Sniper         | 3 janvier 2022  |
|      | xertioN  | Dorian Berman | Entry-fragging | 26 aout 2022    |
|      | Brollan  | Ludvig Brolin | Leader         | 9 janvier 2024  |
|      | Jimpphat | Jimi Salo     | Second Entry   | 11 juillet 2023 |
|      | Spinx    | Lotan Giladi  | Lurker         | 23 janvier 2025 |

|  | sycrone | Dennis Nielsen   | Entraineur      | 6 janvier 2022 |
|  | Xyp9x   | Andreas Højsleth | Assistant coach | 16 mars 2024   |

### Starcraft 2
Le 5 novembre 2011, Mousesports recrute un jeune joueur terran de 14 ans, HeRoMaRinE.
| \| Nat. \| Pseudo \| Nom \| Race \| Date d'entrée \| \| ---- \| ---------- \| ------------- \| ------ \| --------------- \| \| \| HeRoMaRinE \| Gabriel Segat \| Terran \| 5 novembre 2011 \| |            |               |        |                 |
| Nat. | Pseudo     | Nom           | Race   | Date d'entrée   |
| | HeRoMaRinE | Gabriel Segat | Terran | 5 novembre 2011 |

## Anciennes Divisions

### Rocket League
L'équipe Rocket League représentant Mousesports évolue pendant plusieurs saisons dans la division européenne des Rocket League Championship Series. La structure décide cependant de quitter la scène le 22 juin 2020, probablement pour divergences avec l'éditeur du jeu sur l'avenir de l'esport Rocket League. Les joueurs de l'équipe rejoignent Team Liquid.

## Palmarès
| Counter-Strike: Global Offensive |
| --- |
| - Premier Tournaments : - Vainqueur - ESL Pro League Season 10 - CS:GO Asia Championship 2019 - ESL One New York 2018 - StarSeries Season 4 - ESG Tour Mykonos |